# Susz
Susz (Duits: Rosenberg) is een stad in het Poolse woiwodschap Ermland-Mazurië, gelegen in de powiat Iławski. De oppervlakte bedraagt 6,67 km², het inwonertal 5600 (2005).

## Verkeer en vervoer
- Station Susz